# 劍橋五人組
劍橋五人組（英語：Cambridge Five，另称剑桥五杰）是指蘇聯在英國的一個重要間諜網，所有人都是出身劍橋大學的上流菁英階級，因此被稱為劍橋五人組。劍橋五人組從1930年代起向蘇聯傳遞情報，在第二次世界大戰期間最為活躍，至少到1950年代起才被慢慢發現。1951年，唐納德·麥克林（代號︰荷馬）及蓋伊·伯吉斯（代號︰希克斯）叛逃到蘇聯，造成英美的大量情報外流，時長超過二十年，在世界各地的情報人員身份及情報網被揭露，因而震撼了整個歐美。金·費爾比（代號︰桑尼斯坦利）隨即被英美情報機構懷疑，但終究沒有找到證據，1963年他逃往蘇聯。菲爾比出逃後，英國情報部門鎖定了安東尼·布朗特（代號︰約翰遜）及約翰·凱恩克洛斯（代號︰李斯特），他們被視為五人小組中的最後兩人。
劍橋五人組都厭惡資本主義的貧富差距與剝削，堅信蘇聯共產主義及馬克思列寧主義是現有的最佳政治制度，尤其是抵禦法西斯主義崛起的最佳防線。 所有人都在英國政府的分支機構有着成功的職業生涯，他們持續地向蘇聯傳遞了大量珍貴有用的情報，以至令克格勃一開始都懷疑其中至少有一部分是假的。劍橋五人的諜報活動導致了英國情報機構士氣嚴重低落，也使美國對英國存在一定程度上的不信任。

## 历史
雖然名為劍橋五人組，但事實上事件可能涉及更多人。已知的四人分別是：蓋·伯吉斯、唐納德·麥克林、吉姆·費爾比及安東尼·布朗特。第五人的身份雖眾說紛紜，根據四人的蘇聯上司兼接應奧列格·戈迪夫斯基的說法，這人是英國情報人員約翰·凱恩克洛斯。五人均出身於英國中上流社會，他們於1930年代在劍橋大學就讀時，因反對法西斯主義而相當认同共產主義，畢業後被正式招攬，開始將情報泄露給克格勃。招攬過程是在劍橋大學開始，英國將這小組以劍橋命名。
盖·伯吉斯和安東尼·布朗特两人都是同性恋。来自苏联档案的文件说明是盖·伯吉斯招揽布朗特加入苏联的地下组织。布朗特作为女王的艺术顾问，負責管理王室藏畫，女王因他的貢獻于1956年將他晉陞爵士。他由於主動招供而免受懲罰并在1972年顺利退休，直到多年後，當他早就光榮地卸下了一切職位時，1979年11月首相撒切尔夫人在公开场合称他是间谍，因而取消了他的頭銜，他的供词在这之前一直被保密。
蓋·伯吉斯、安東尼·布朗特及約翰·凱恩克洛斯都是劍橋秘密組織剑桥使徒的成員，当时的成员主要由同性恋者和马克思主义者组成。

## 後世
有不少英國電影、電視劇、舞台劇及小說都以他們的事蹟為基礎。
- 朱利安·米契爾（英语：Julian Mitchell）影射蓋·伯吉斯少年時期生活的舞台劇《他鄉異國（英语：Another Country (play)）》，及改編自該舞台劇的同名電影
- 《忠誠與背叛》，2004年加拿大／英國／美國聯合製作，影射吉姆·費爾比
- 《劍橋風雲（英语：Cambridge Spies）》，BBC電視劇，描繪蓋·伯吉斯、唐納德·麥克林、吉姆·費爾比及安東尼·布朗特（英语：Anthony Blunt）四人從大學到蓋·伯吉斯與唐納德·麥克林逃到蘇聯之間的事
- 約翰·勒卡雷其中兩本小說：《鍋匠、裁縫、士兵、間諜》及《完美的間諜（英语：The Perfect Spy）》
- 約翰·班維爾的《無法企及（英语：The Untouchable）》
- 《異世奇人》第八季的衍生小說Endgame（英语：Endgame (Doctor Who)）
- 電影《模仿遊戲》亦有約翰·凱恩克洛斯（英语：John Cairncross）此一角色出現在劇中
- 劇集《王冠》第三季第一集中，有描述安東尼·布朗特的間諜身份。

## 另見
- 波特蘭間諜網
- 吉姆·斯卡頓（英语：Jim Skardon）
- 尤里·莫丁（英语：Yuri Modin）

## 外部連結

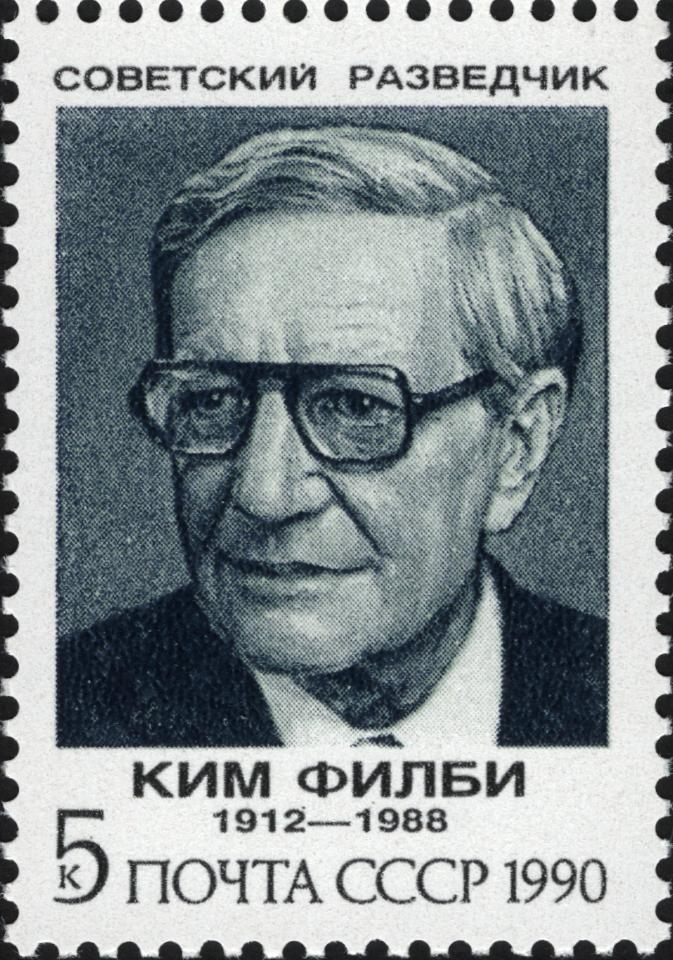
蘇聯郵票上描繪的金·菲爾比。

- The Cambridge Five at the Crime Library